# Мерси Браун вампирски инцидент
Мерси Браун вампирски инцидент (енгл. Mercy Brown vampire incident) је назив за догађај који се догодио 1892. године. Ово је један од најбоље документованих случајева ексхумације леша са циљем да се види да ли је покојник постао вампир.
Мерси Браун је рођена 1872. године. 1892. се у породици Џорџа и Мери Браун догодило неколико случајева туберкулозе у граду Ексетер на Роуд Ајланду. Мерси је умрла 17. јануара 1892. Пријатељи и комшије породице веровали да је то разлог утицаја немртвих. Тела два члана породице ископана су убрзо после смрти и ништа необично није примећено на њима. Међутим, када је ископано тело ћерке Мерси, било је исто онакво какво је било и када је Мерси умрла. Ово је по некима био доказ да на породицу утичу немртви. Мерси је била окренута у гробу, и на врату је имала два ожиљка која су изгледала као угриз вампира. Мерсино срце је спаљено на камену поред гроба. Пепео је помешан са водом и дан њеном брату Едвину, који је био болестан. Рекли су му да то попије и да ће оздравити. Међутим он је умро два месеца касније.